# Joseph Crocé-Spinelli
Pour les articles homonymes, voir Spinelli.
Joseph Eustache Crocé-Spinelli, né à Monbazillac le 10 juillet 1845 et mort le 15 avril 1875 au cours d’une ascension, est un ingénieur et aéronaute français.

## Biographie

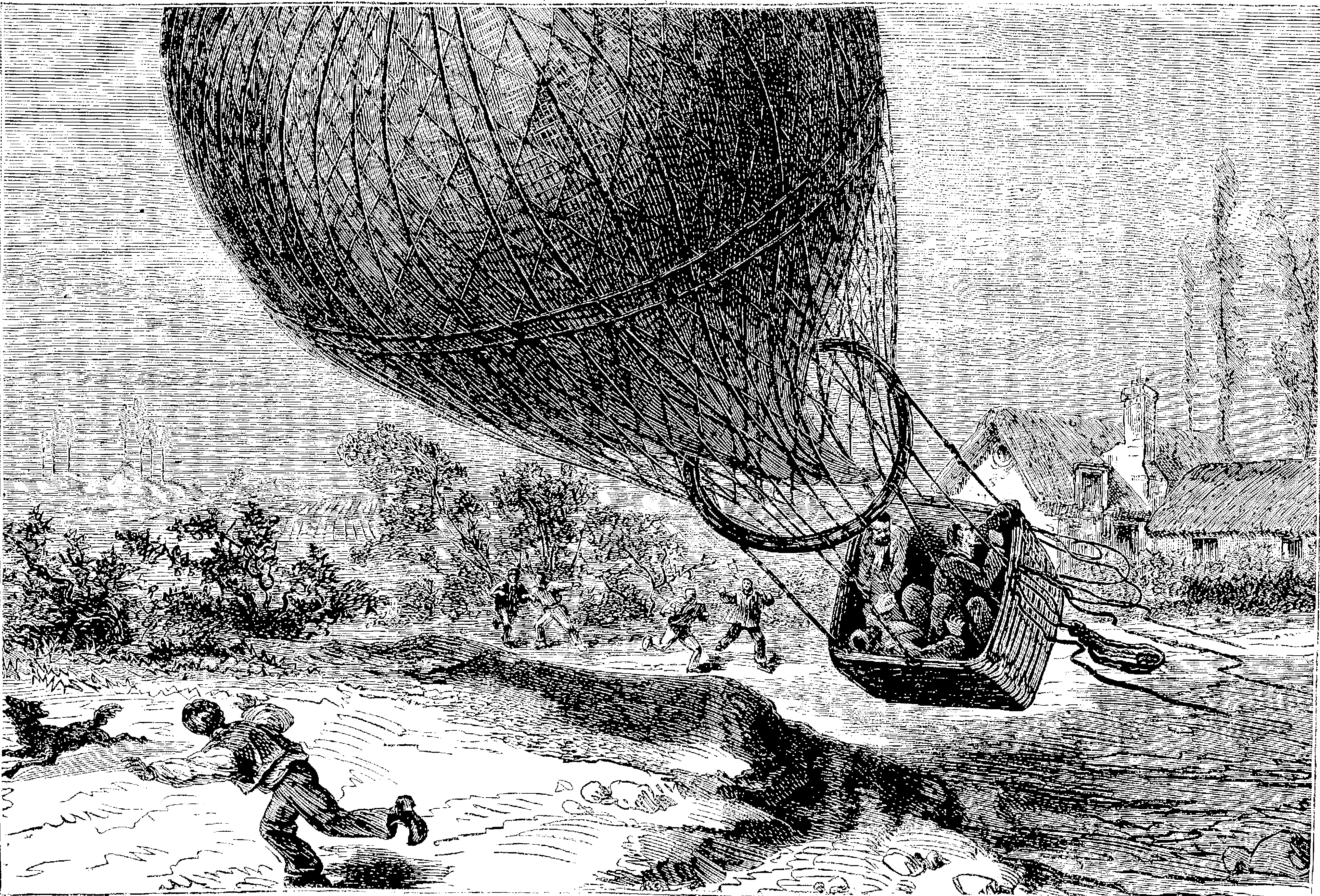
La Descente du Zénith

Élève de l’École centrale des arts et manufactures de Paris (1866), il est l'inventeur d'un vélocipède nautique, ancêtre du pédalo et d'un tapis roulant électrique. En parallèle, le 22 mars 1874, avec Théodore Sivel, il effectue son premier vol en ballon à bord de L’Étoile polaire et atteint l'altitude de 7 300 mètres.
Les 23 et 24 mars 1875, il participe au vol record de durée du Zénith (22 h 40) et effectue alors des observations de spectrométrie, d'hygrométrie, de mesure de l'électricité et de la température de l'atmosphère.
Lors d'une des expériences, il meurt asphyxié le 15 avril 1875, avec Théodore Sivel lors d'une nouvelle ascension à bord du Zénith, après quatre heures de vol, au cours de laquelle seul Gaston Tissandier (1843 - 1899) survivra. Le ballon s'écrase au lieu-dit Les Héraults, près de Ciron dans l’Indre. Crocé-Spinelli et Sivel n'ont pu supporter la basse pression atmosphérique et sont morts de la rupture des vaisseaux capillaires du poumon.
Il est enterré au cimetière du Père-Lachaise, section 71, sous un gisant exécuté par le statuaire Alphonse Dumilatre qui le représente allongé sur le dos tenant par la main son malheureux camarade Sivel.
Une voie du 14e arrondissement de Paris, la rue Crocé-Spinelli, a reçu son nom en 1896 et un monument en colonne rappelle l'accident à Ciron. Une rue de Bergerac (Dordogne) porte également son nom.
Jules Verne l'évoque à diverses reprises dans son roman Robur le Conquérant (chapitre II).